# Chapelle Notre-Dame-des-Bois de Villers-sous-Chalamont
La Chapelle Notre-Dame-des-Bois est un édifice religieux, protégée des monuments historiques, situé à Villers-sous-Chalamont dans le département français du Doubs.

## Histoire
La construction de la chapelle est antérieure au XVe siècle et serait un vestige d'un site antique, attesté par la decouverte d'urnes funéraires datées du bas Moyen Âge. Elle subit au cours des années des campagnes de restauration, en particulier en 1850 par l'architecte bisontin Pompée pour la façade occidentale et les abords, et en 1914 pour les intérieurs.
La chapelle est inscrite au titre des monuments historiques en 2010.

## Rattachement
L'église fait partie de la paroisse de Levier qui est rattachée au diocèse de Besançon.

## Architecture
L'extérieur présente un clocher-porche ; À l'intérieur, la nef et le chœur sont à deux travées voûtées.

## Mobilier
Certains éléments du mobilier intérieur ont été classés à titre objet des monuments historiques en 1978 : une sculpture de la vierge de majesté ainsi que l'autel.